# Brigitte Gapais-Dumont
Brigitte Gapais-Dumont (Saint-Fargeau-Ponthierry, 25 aprile 1944 – Concarneau, 29 novembre 2018) è stata una schermitrice francese, vincitrice di una medaglia d'argento nella scherma ai giochi olimpici.